# Lipovník (district de Rožňava)
Pour les articles homonymes, voir Lipovník.
Lipovník est un village de Slovaquie situé dans la région de Košice.

## Histoire
La première mention écrite du village date de 1364.
La localité fut annexée par la Hongrie après le premier arbitrage de Vienne le 2 novembre 1938. En 1938, on comptait 572 habitants. Elle faisait partie du district de Rožňava (hongrois : Rozsnyói járás). Le nom de la localité avant la Seconde Guerre mondiale était Hárskút. Durant la période 1938 - 1945, le nom hongrois Hárskút était d'usage. À la fin de la guerre, la commune a été réintégrée dans la Tchécoslovaquie reconstituée.

## Démographie

### Évolution de la population
| Année:               | 1994. | 2004.   | 2014.   | 2024.   |
| -------------------- | ----- | ------- | ------- | ------- |
| Nombre de personnes: | 561   | 520     | 493     | 509     |
| Différence:          |       | -7,30 % | -5,19 % | +3,24 % |

| Année:               | 2023. | 2024.   |
| -------------------- | ----- | ------- |
| Nombre de personnes: | 516   | 509     |
| Différence:          |       | -1,35 % |